# ディスカバー・マイケル
『ディスカバー・マイケル』はNHK-FM放送で2019年4月7日から2020年3月29日までの49回にわたり、毎週日曜日（特番による休止日・時間変更あり）21:00ｰ22:00に生放送された、マイケル・ジャクソンを特集した音楽番組である。

## 概要
2009年急逝したマイケル・ジャクソンの没後10周年・生誕60周年、またジャクソン・ファイブとして芸能界デビューしてから50年を記念して企画された1年間限定のシリーズ番組。西寺郷太によるディスクジョッキーの下、マイケル・ジャクソンの生きた時代を時系列で追いながら、その楽曲を振り返る。第3週は高橋芳朗がマイケルに感銘を与えた様々なアーティストやその当時の時代背景の解説、第4週はマイケルのファンとされる様々な著名人とのマイケル談義を展開した。
番組終了後の2020年に西寺と番組制作班の共編著による書籍化がなされた。付録CDには放送最終回のライブを収録。

## 放送内容
1. マイケル・ジャクソンの生涯（前）
2. 同上（後）
3. MJインフルエンス
4. マイケル＆ME～ティト・ジャクソン
5. MJヒストリー～ジャクソン5時代（前）
6. 同上（後）
7. MJインフルエンス～ジャクソン5のカバー曲とサンプリング集
8. マイケル&ME～東山紀之
9. MJヒストリー～マイケル・ジャクソンの10代ソロ時代の曲（前）
10. 同上（後）
11. MJインフルエンス～モータウン時代のマイケルソロ曲のカバーとサンプリング
12. 郷太先生の音楽講座スペシャル＆追悼リクエスト特集
13. マイケル&ME～横山剣
14. MJヒストリー～ジャクソンズ時代（前）
15. 同上（後）
16. MJインフルエンス
17. 夏季特別番組・サマーフェス2019（2時間半スペシャル生放送）
18. 夏休みスペシャル・MJサークル（1）～吉岡正晴に聞くマイケルの心を揺さぶった先人たち
19. 同上（2）～花の58トリオ・プリンスとマドンナ、そしてマイケル
20. 同上（3）～マイケルとクイーン 盟友・フレディ・マーキュリー
21. MJヒストリー～オフ・ザ・ウォール期（前）
22. 同上（後）
23. MJインフルエンス
24. 郷太先生の音楽講座スペシャル～戸塚祥太
25. マイケル&ME～黒沢薫
26. MJヒストリー～Thrillerの時代（前）
27. 同上（後）
28. MJインフルエンス～スリラーのカバーとサンプリング
29. MJヒストリー～BADの時代（前）
30. 同上（後）
31. MJインフルエンス～マイケルの影響を受けた現在人気のアーティスト
32. マイケル&ME～和田唱
33. MJヒストリー～Dangerousの時代（前）
34. 同上（後）
35. MJインフルエンス
36. MJサークル～ジャクソン5のクリスマスソングとジャーメイン・ジャクソンインタビュー
37. MJヒストリー～HIStoryの時代（前）
38. 同上（後）
39. MJインフルエンス
40. マイケル&ME～田中章
41. MJヒストリー　～INVINCIBLEの時代（前）
42. 同上（後）
43. MJインフルエンス
44. マイケル&ME～久保田利伸
45. MJヒストリー～This　Is　It
46. かかっていなかったリクエスト曲大特集
47. MJインフルエンス～まだ紹介していないMJチルドレン
48. マイケル&ME～湯川れい子
49. 春季特別番組・フェアーウェル・パーティー（2時間半スペシャル生放送）　土岐麻子，奥田健介，小松シゲル，林幸治，冨田謙，真城めぐみ，ティト・ジャクソン

レギュラー放送終了後の2020年7月20日12:15-14:55に全3部構成からなる「リミックス版」が生放送された。

## 関連書籍
- 西寺郷太; NHK-FM「ディスカバー・マイケル」制作班編 (2020-10). ディスカバー・マイケルthe book. スモール出版. ISBN 9784905158967